# Heaven and Hell (album, Black Sabbath)
Heaven and Hell je album britské metalové skupiny Black Sabbath, vydané roku 1980. Jde o jejich první album se zpěvákem Diem a první se slavným metalovým producentem Birchem. Významné skladby zahrnují titulní skladbu, dále "Neon Knights", "Children of the Sea" a "Die Young".
Heaven and Hell se stalo jedním z nejlépe prodávaných od Black Sabbath, oživilo úspěch skupiny potom, co mnoho lidí vidělo Ozzyho odchod jako smrt pro Black Sabbath.
V roce 2007, Sabbathi s Diem vyrazili na tour k vydání kompilace Black Sabbath: The Dio Years. Potom, co se Ozzy Osbourne znovu stal plnohodnotným členem Black Sabbath, se sestava Dio/Iommi/Butler/Appice rozhodla pro název "Heaven and Hell" a zaměření se na materiál nahraný po Ozzyho odchodu, který se po celé roky nehrál.
Přesný původ materiálu pro toto album je stále předmětem debat. Ozzy se zřejmě ještě před tím než byl vyhozen pokusil nahrávat něco podobného, co se nakonec stalo "Heaven and Hell"; ale všechen tento materiál byl prý nakonec vyřazen. Existují i fámy, že basovou linku na tomto albu hrál bývalý basák od Rainbow Craig Gruber, nakonec to však Tony Iommi vyvrátil.

## Seznam skladeb
Autory skladeb jsou Ronnie James Dio, Tony Iommi, Geezer Butler a Bill Ward. Texty napsal Dio
| Pořadí | Název               | Délka |
| ------ | ------------------- | ----- |
| 1.     | Neon Knights        | 3:49  |
| 2.     | Children of the Sea | 5:30  |
| 3.     | Lady Evil           | 4:22  |
| 4.     | Heaven and Hell     | 6:56  |
| 5.     | Wishing Well        | 4:02  |
| 6.     | Die Young           | 4:41  |
| 7.     | Walk Away           | 4:21  |
| 8.     | Lonely Is the Word  | 5:49  |

## Sestava
1. Ronnie James Dio – zpěv
2. Tony Iommi – kytara
3. Geezer Butler – baskytara
4. Bill Ward – bicí
5. Geoff Nicholls – klávesy

## Coververze
- Queensrÿche přehráli skladbu "Neon Knights" na jejich albu Take Cover z roku 2007
- Iron Savior přehráli skladbu "Neon Knights" na album Unification z roku 1998
- Skladba "Heaven and Hell" je přehraná americkou doom metalovou skupinou Solitude Aeturnus na albu Adagio a skupinou Benedictum ze San Diega na svém debutovém albu, Uncreation (kde je i cover na další skladbu od Black Sabbath "The Mob Rules").
- "Heaven and Hell" byla také krátce přehraná skupinou Tenacious D pro Diovo video "Push". Na začátku videa, Jack Black a Kyle Gass jako pouliční muzikanti hrají a zpívají "Heaven And Hell" s trochu upraveným textem.